# Пелэм, Генри, 3-й граф Чичестер
Генри Томас Пелэм, 3-й граф Чичестер (англ. Henry Thomas Pelham, 3rd Earl of Chichester; 25 августа 1804 — 15 марта 1886) — английский пэр. Он носил титул учтивости — лорд Пелэм с 1805 по 1826 год.

## Происхождение и образование
Родился 25 августа 1804 года на Страттон-стрит, Пикадилли, в Лондоне. Старший сын Томаса Пелэма, 2-го графа Чичестера (1756—1826), и леди Мэри Генриетты Джулианы Осборн (1776—1862). Он получил образование в Вестминстерской школе и Тринити-колледже в Кембридже.

## Карьера
Корнет 6-го (Иннискиллингского) драгунского полка и Королевской конной гвардии с 1824 года, лейтенант с 1827 года, капитан с 1828 года, майор с 1841 года. Вышел в отставку в 1844 году.
В июле 1826 года после смерти своего отца Генри Пелэм унаследовал титул 3-го графа Чичестера, став членом Палаты лордов Великобритании.
С апреля 1827 года заместитель лейтенанта графства Сассекс.
Церковный комиссар с 1841 по 1886 год, президент Королевского сельскохозяйственного общества в 1849 году и лорда-лейтенант Сассекса с 1860 по 1886 год.

## Семья
18 августа 1828 года в Лондоне лорд Чичестер женился на леди Мэри Браднелл (4 июля 1806 — 22 мая 1867), дочери Роберта Браднелла, 6-го графа Кардигана, и Пенелопы Энн Кук. У них было семеро детей:
- Леди Гарриет Мэри Пелэм (1829 — 4 сентября 1905), вышла замуж за Джона Блая, 6-го графа Дарнли.
- Леди Сьюзен Эмма Пелэм (1831—1875), вышла замуж за Абеля Смита
- Леди Изабелла Шарлотта Пелэм (1836 — 11 декабря 1916), вышла замуж за Сэмюэля Уитбрида.
- Уолтер Джон Пелэм, 4-й граф Чичестер (22 сентября 1838 — 28 мая 1902), старший сын и преемник отца.
- Преподобный Фрэнсис Годольфин Пелэм, 5-й граф Чичестер (8 октября 1844 — 21 апреля 1905)
- Достопочтенный Томас Генри Уильям Пелэм (21 декабря 1847 — 23 декабря 1916), который участвовал в движении первых клубов мальчиков[2].
- Достопочтенный Артур Лоутер Пелэм (28 декабря 1850 — 12 февраля 1929).

81-летний лорд Чичестер скончался в семейном поместье Стэнмер-Парк, и ему наследовал его старший сын Уолтер.